# Foton (tractormerk)
De Foton-tractor wordt geproduceerd door het Chinese bedrijf Shandong Foton Heavy Industries Co., Ltd. Het in 1984 door de Chinese overheid gestichte bedrijf is gevestigd te Weifong en er werken 3000 mensen. Het is thans een onderdeel van vrachtwagenfabrikant Beiqi Foton Motor. Jaarlijks bouwt Foton tussen de 36.500 en 50.000 trekkers. Ter vergelijking: het bekende Europese topmerk Fendt bouwt jaarlijks circa 11.000 tractoren. Het bedrijf bouwt met name kleinere dieseltractoren, te weten tuinbouwtrekkers van 13 tot en met 23 kW en landbouwtrekkers van 39 tot en met 82 kW.
De Chinese Foton-trekkers worden in Duitsland verkocht onder de naam Terra Trac in een rode kleur en in Nederland sinds 2005 onder de naam Eurotrac in de kleur zilvergrijs. Met een nieuwprijs van ongeveer €20.000 voor een 60 kW-trekker is de Foton de goedkoopste trekker ter wereld in zijn segment. Qua techniek is de trekker vergelijkbaar met een trekker uit eind jaren 70 en doet wat Spartaans aan. De techniek aan boord van deze trekkers is nog geheel mechanisch, wat de Foton-trekkers eenvoudig en goedkoop in onderhoud maakt. Het tractormerk wordt gepositioneerd als derde trekker op een bedrijf voor allerhande klusjes, als trekker voor een hobbyboer of als vaste trekker voor de voermengwagen.
De Chinese fabrikant maakt veel gebruik van westerse onderdelen. Zo zijn de motoren een onder licentie in China gebouwde viercilinder Perkins-motor, die voldoet aan de Europese Tier II-emissienormen. De motoren van deze budgettrekker zijn met een specifiek verbruik van 350 gram per kilowattuur niet erg zuinig. In 2004 ontstond in Europa veel commotie over de Chinese Foton-trekker. De toenmalige modellen leken qua uiterlijk rechtstreekse kopieën van New Holland. De motorkap en de cabine in de huisstijl van Foton leken identiek aan die van de New Holland TM-trekkers. New Holland dwong de Chinese fabrikant toen het model te wijzigen.